# Filtlavsklotter
Filtlavsklotter (Opegrapha peltigerae) är en lavart som beskrevs av Rolf Santesson. Filtlavsklotter ingår i släktet Opegrapha, och familjen Roccellaceae. Arten är reproducerande i Sverige.